# Kutanja (Donji Vakuf)
Kutanja es un pueblo de la municipalidad de Donji Vakuf, en el cantón de Bosnia Central, Bosnia y Herzegovina.

## Superficie
Posee una superficie de 4,06 kilómetros cuadrados.

## Demografía
Hasta 2013 la población era de 310 habitantes, con una densidad de población de 76,4 habitantes por kilómetro cuadrado.